# 4827 Dares
4827 Dares este un asteroid descoperit pe 17 august 1988 de Carolyn Shoemaker.